# 戸川安宣
戸川 安宣（とがわ やすのぶ）は、備中国庭瀬藩3代藩主。

## 略歴
2代藩主戸川正安の次男。
寛文9年（1669年）、父の死去により家督を継ぐ。このとき、弟の安成に1500石を分与したため、2万1000石となる。六間川の開削工事をはじめとする農政に手腕を見せたが、在任5年後の延宝2年（1674年）12月27日に27歳で死去した。跡を長男の安風が継いだ。
東京創元社の会長を務めた同名の戸川安宣は、安宣の叔父である戸川安利（帯江戸川家）の子孫である。

## 系譜
- 父：戸川正安（1606年 - 1669年）
- 母：寺沢広高の娘
- 正室：有馬康純の娘
- 継室：よめ - 溝口重雄の次女
- 生母不明の子女
  - 長男：戸川安風（1671年 - 1679年）
  - 次男：戸川逵冨（1672年 - 1729年）
  - 女子：松平政舎室